# Prigorievka
Prigorievka (en rus: Григорьевка) és un poble de l'óblast de Saràtov, a Rússia, segons el cens del 2010 tenia 11 habitants. Pertany al districte municipal de Petrovsk.